# Povijest Litve
Povijest Litve je povijest prostora današnje Republike Litve i naroda Litavaca od prapovijesti do danas.
Ovo je sažeti pregled te povijesti.

## Antika
Prvi ljudi na području današnje Litve došli su u 10. tisućljeću prije Krista nakon povlačenja ledenjaka na kraju ledenog doba. Prema povjesničarki Mariji Gimbutasu, ljudi su došli iz dva smjera: s poluotoka Jutlanda i iz današnje Poljske; o čemu govore dvije različite vrste alata i tehnologija. Kako su većinom bili nomadi/lovci, oni nisu gradili naseobine. 
U 8. tisućljeću prije Krista klima je znatno otoplila i nastale su guste šume, aljudi su počeli sakupljačku privredu (gljive i bobičasto voće), ali i ribolov. Od 6. do 5. tisućljeća pr. Kr. ljudi su sve više putovali i započeli su pripitomljavanje životinja, a kuće su postajale veće i kompleksnije. Zemljoradnja je stigla tek u 3. tisućljeću pr. Kr. zbog nedostatka poljoprivrednog alata. Proto-europljani su stigli oko 2500. pr. Kr., a Baltička plemena su nastala oko 2000. pr. Kr.
Prvi Litavci pripadali su skupini Baltičkih naroda. Skupina ovih naroda (Zemgali,Seli, Kurši i Žemaiti) stopila se u današnje Letonce i Litavce, dok je druga skupina (Prusi, Skalvi i Galindijci) nestala. Baltički narodi nisu bili pod izravnim kulturnim utjecajem Antičkog Rima, ali su trgovinom održavali kulturnu razmjenu (Jantarni put). Prvi spomen Litavaca zabilježen je u analima samostana u Quedlinburgu, 14. veljače 1009. god.

## Srednji vijek
Tijekom 11. stoljeća litavsko područje bilo je dijelom zemalja koje su plaćale danak Kijevskoj Rusi, ali su već u 12. stoljeću Litavci pustošili susjedna područja. 
Početkom 13. stoljeća njemački redovi, Teutonski red i Livonijska braća mača, osvojili su područja današnje Estonije, Latvije i Litve. To je izazvalo ujedinjenje litavskih plemena pod vodstvom Mindaugasa (Myndowe) koji je porazio Nijemce kod grada Šiauilaija 1236. god.
God. 1250. Mindaugas je potpisao sporazum s Teutonskim redom te je i kršten sljedeće godine u prisustvu chełmskog biskupa. Dana 6. srpnja 1253. god., Mindaugas je okrunjen za kralja Litve, čime je službeno Litavsko kraljevstvo prešlo na kršćanstvo. Mindaugasa je naposljetku ubio njegov nećak Treniota što je izazvalo opće nezadovoljstvo i povratak Litavaca poganskim vjerovanjima. God. 1241., 1259. i 1275. Kraljevstvo su opustošili Mongoli iz klana Zlatne Horde.
Mindaugasovi nasljednici vladali su Litvom kao veliki vojvode pa se država i zvala Veliko vojvodstvo Litva.
U 14. stoljeću veliki vojvoda Gediminas je sa svojim bratom Vytenisom ujedinio sva litavska plemena i uspješnom vojnom politikom proširio granice Litve čime je stvoreno veliko gospodarstvo (najveća država u tadašnjoj Europi, od Baltičkog do Crnog mora) koje je dominiralo velikim dijelom istočne Europe sve do 16. stoljeća. U sastavu nove višenarodne države našli su se i pravoslavni stanovnici, uglavnom Ukrajinci i Bjelorusi, koji su u kneževini činili većinu. Velika država izvorno se zvala Velika kneževina Litve, Rusi i Samogitije te do danas predstavlja kneževinu koju su s Litavcima zajedno izgrađivali visoko obrazovani ukrajinski i bjeloruski plemići.
Mnogi gradovi prihvatili su njemački sustav zakona (Magdenburško pravo), a najveći od njih - Vilnius, postao je 1322. god. glavni grad Litavskog vojvodstva. Dana 2. veljače 1386. god., poljski parlament (Sejm) izabrao je litavskog vojvodu Jogaila za kralja Poljske čime su htjeli moćnog saveznika protiv Teutonskih vitezova i Moskovske Rusije. Sljedeća četiri stoljeća Litva i Poljska dijelile su istu povijesnu sudbinu.

### Litavska renesansa
Tijekom 16. st. mnogi Litavci vratili su se sa studija iz inozemstva i Litavsko vojvodstvo je vrvilo burnim kulturnim životom koji se nekada naziva Litavskom renesansom. Tada se uvodi talijanska arhitektura, a litavska književnost cvala je na latinskom jeziku. U to vrijeme nastali su i prvi rukom pisani, sli i tiskani, tekstovi na litavskome jeziku koji započima dobivati jasnu strukturu. Taj proces vodili su vodeći znanstvanici kao Abraomas Kulvietis, Stanislovas Rapalionis, Martynas Mažvydas i Mikalojus Daukša.

## Poljsko-litavski savez
██ Poljsko kraljevstvo
██ Prusko vojvodstvo, poljski vazal
██ Veliko vojvodstvo Litva
██ Vojvodstvo Kurlandija, pridruženi vazal
██ Livonija
Litva se 1569. god. ujedinila s Poljskom u tzv. Lublinsku uniju (polj. Rzeczpospolita Obojga Narodow, lit. Abiejų Tautų Respublika). Otada je Litva bila podređena jedinica unutar poljsko-litavske državne tvorevine, iako je zadržala naziv vojvodstva, vojsku i riznicu. Polonizacija je postala sve jača te je 1696. god. poljski jezik postao službenim jezikom (umjesto dotadašnjih litavskoga i rutanskog jezika).
Tijekom stoljeća Litavci su bili uključeni u niz ratova, bilo građanskih, bilo onih protiv Teutonaca, Livonaca, Rusa i inih naroda i država, među kojima su Poljsko-litvansko-teutonski rat (1409. – 1411.) Livonski rat (1558. – 1583.) i Litavski građanski rat (1697. – 1702.).
U poljskom parlamentu (Sejmu) donesen je ustav 3. svibnja 1791. god., s kojim je Poljska pokušala još više povezati Litvu s matičnom državom, premda je 20. listopada donesen amandman kojim je očuvana, kakva takva, autonomija Litve. No, dijelovi Saveza već su od 1772. do 1793. god. bili pod vlašću Prusije i Rusije te nakon tzv. Treće podjele Poljske 1795. god. veći je dio Litve pripao Ruskom Carstvu i tako je Litva prestala postojati kao država, više od jednog stoljeća.

## Ruska Litva
God. 1812. Litavci su kao osloboditelje dočekali Napoleonovu vojsku, no nakon povlačenja Francuza, ruski car Nikola I. započeo je porusivanje litavskog stanovništva. Rusiji je 1815. god. pripojeno i područje na lijevoj obali Njemena (osim Klaipėde).
Litavci i Poljaci digli su dvije neuspješne pobune protiv ruske vlasti (1831. i 1863.). Naposljetku su Rusi zabranili litavski jezik i latinsku abecedu u školama. U razdoblju od 1864. do 1905. god. u Litvi se intenzivno provodila rusifikacija. Litavci su pružali kulturološki otpor tako što su tiskali knjige na knygnešiaiu u inozemstvu.
Ipak, na početku 20. stoljeća došlo je do procvata litavskog nacionalnog identiteta. Za vrijeme okupacije Njemačkog Carstva tijekom Prvoga svjetskog rata došlo je do proglašenja neovisnosti Republike Litve (1918.) koja je odmah stupila u rat sa sovjetskom Rusijom.

### Litavski narodni preporod
Za vrijeme ruske okupacije litavski jezik doživio je preporod nakon nekoliko stoljeća zanemarivanja. Naime, mnogi litavski plemići bili su polonizirani i samo su se sirotinja i srednji stalež koristili litavskim jezikom, dok se poljski smatrao otmjenijim i stvarom prestiža. Očekivalo se čak i mogućnost izumiranja litavskog jezika sa sve jačom uporabom poljskog na zapadu i ruskog jezika na istoku zemlje. Jedino mjesto gdje se litavski odista održao bili su dijelovi Litve pod njemačkom okupacijom, ali su i ovdje njemački doseljenici potiskivali ovaj jezik.
Preporod je započeo s pokretanjem novina Aušra i Varpas, a nastavio se objavom pjesama i kniga na litavskom jeziku. Ova djela su većinom slavila slavnu prošlost Velikog litavskog vojvodstva, opisujuću snagu nekada moćne države i njezine brojne narodne junake. Preporod jezika pokrenuo je Pokret za neovisnost Litve, na što je odgovor carske Rusije bio još odlučniji te su katoličkoj Crkvi zabranili tiskarsku djelatnost.
Unatoč tome, litavski nacionalni pokret jačao je te je Sabor (Sejma) u Vilniusu, nakon Februarske revolucije 1905. godine, zahtijevao pokrajinsku autonomiju (5. prosinca 1905.). Carska Rusija je u strahu od ustanka učinila ustupke te se litavski jezik vratio u škole i u javne djelatnosti, kao i latinska abeceda. Ipak, niti ruski liberali nisu razmatrali autonomiju Litve iako su je već ostvarili Estonija i Latvija pod njemačkom dominacijom.

## Neovisna Republika Litva
Za vrijeme Prvoga svjetskog rata, njemačka okupacijska uprava dozvolila je održavanje Konferencije u Vilniusu (18. – 22. rujna, 1917.) uz uvjet da Litavci izjave vjernost Njemačkoj i pristanu na aneksiju. Dvadesetočlano povjerenstvo usvojilo je Zakon o neovisnosti (16. veljače 1918.) i proglasilo Neovisnu Republiku Litvu koja je zasnovana na demokratskim načelima. Kako bi spriječili njemačku aneksiju, Povjerenstvo je proglasilo monegaškog princa Mindaugasa II. svojim kraljem, no on nikada nije sjeo na prijestolje.

### Litavski rat za neovisnost
Njemačka je potpisala predaju u Compiègneu (11. studenoga 1918.), čime je Litva dobila priliku uspostaviti svoju vladu, koju je poveo Augustinas Voldemaras, i objaviti ustav. No odlaskom njemačkih snaga u zemlju su ušle sovjetske koje su širile proletersku revoluciju. Sovjetski savez je na Baltiku ustanovio nekoliko vazalnih država; među njima bila je i Sovjetska Republika Litva. Do kraja prosinca sovjetske snage došle su do Litve i započeo je Litavsko-ruski rat. Litavska vlada izbjegla je iz Vilniusa u Kaunas koji je postao privremenim glavnim gradom. Vilnius je okupiran 5. siječnja 1919. god., a kako je litavska vojska još bila u začetku sovjetske snage su do polovice siječnja zauzele dvije trećine Litve. Da situacija bude gora, litavske snage su se polovicom travnja podijelile zbog sudjelovanja i u Poljsko-litavskom ratu zbog Vilniusa. Polovicom svibnja general Silvestras Žukauskas započeo je ofanzivu protiv sovjetskih snaga i do kraja kolovoza odbacio ih je iz Litve. No, istovremeno su na sjeveru napali Bermontijanci (ruski Nijemci i Rusi koji su željeli obnoviti njemačku okupaciju) koji su pobijeđeni do kraja 1919. god.

### Demokratska i diktatorska Litva
Prva prijelazna vlada uspostavljena je u travnju 1920. god. i u lipnju je usvojen ustav i potpisan je mir sa SSSR-om koji je priznao neovisnost Litve. Iako je s Poljskom u kolovozu potpisan sporazum u Suwałki, poljski general Lucjan Żeligowski izveo je pobunu i izvršio invaziju na Litvu, zauzeo Vilnius, i ustanovio kratkotrajnu Republiku srednju Litvu, koja je referendumom u ožujku 1922. god. uklopljenja u Poljsku.
God. 1922. međunarodni položaj Litve učvršćen je kada su je priznale najutjecajnije svjetske države. Litva je u sukobu s Poljskom zbog Vilniusa koji je Litva zauzela 1920. god., ali i s Njemačkom zbog Memela koji je Litva zauzela 1923. god. U razdoblju do 1926. god. Litva je bila demokratska država u kojoj su redovito održavani parlamentarni izbori. No, 1926. god. u Litvi su Litavska nacionalna unija (tautininkai)  i Litavski demokršćani (zbog straha od boljševizacije Litve) izveli vojni puč koji je djelomično dokinuo demokratska načela. Predsjednikom je postao Antanas Smetona (do 1940.) koji je za premijera postavio Augustinasa Voldemarasa (do 1929.) koji mu je postao glavnim protivnikom i vođom oporbe. Smetona je učvrtio predsjedničku vlast, usvojio naslov tautos vadas (vođa nacije) i započeo graditi svoj kult ličnosti.

### Litva u Drugom svjetskom ratu
Vidi još: Holokaust u Litvi
Odmah nakon početka Drugoga svjetskog rata (1939.) Memel je zaposjela nacistička Njemačka, a paktom između Hitlera i Staljina iz 1939. god. Litva je ušla u sovjetsku interesnu sferu. Sporazumom o uzajamnoj pomoći sa SSSR-om, od 3. listopada 1939. god., u Vilniusu (koji je vraćen Litvi) smješten je sovjetski vojni garnizon.
U lipnju 1940. god. SSSR je ultimativno zatražio od Litve osnivanje nove litavske vlade koja je trebala biti prijateljska Sovjetskom Savezu. Odmah nakon toga sovjetska vojska ušla je u Litvu i okupirala je u skladu s Njemačko-ruskim sporazumom. Litavska vlada bila je prisiljena pristati na osnivanje Litavske SSR kao savezne jedinice u sastavu SSSR-a. Samo godinu dana kasnije došla je pod vlast nacističke Njemačke. Nakon povlačenja njemačkih snaga (Wehrmacht), Litvu je ponovno okupirao SSSR-a 1944. god.
Za vrijeme sovjetske i nacističke okupacije između 1940. i 1944. god., Litva je izgubila preko 780 000 stanovnika. Među njima oko 190 000 litavskih Židova (91 % predratnog židovskog stanovništva), jedan od najvećih gubitaka po državi za vrijeme Holokausta. Procjenjuje se da su od tog broja oko 120 000 do 300 000 ubile sovjetske snaga ili su deportirani u Sibir, dok su ostale deportirali nacisti u koncentracijske i radne logore ili su pak svojevoljno izbjegli na Zapad.

## Sovjetska Socijalistička Republika Litva
God. 1944. Litvu ju je zauzela sovjetska vojska i priključila SSSR-u. Tada je započeo proces nacionalizacije privredne imovine i kolektivizacije gospodarstava.
Od 1944. do 1952. god. oko 100 000 Litavaca sudjelovalo je u partizanskim borbama protiv sovjetskog sustava i Crvene armije. Više od 20 000 partizana (tzv. „Šumska braća”) izgubilo je živote u tim borbama, a puno ih je više uhićeno i deportirano u sibirske Gulage. Litavski povjesničari smatraju ovo razdoblje litavskim ratom za neovisnost od Sovjetskog saveza.
Tek je dolaskom Mihaila Gorbačova na čelo sovjetske KP sredinom 1980.-ih započela liberalizacija (perestrojka i glasnost) sovjetskog režima u svim republikama SSSR-a pa tako i u Litvi. Nakon gotovo polustoljetne sovjetske vlasti, u Litvi su u listopadu 1988. god. izbili masovni prosvjedi s temeljnim zahtjevom za neovisnost (tzv. Raspjevana revolucija)
Politička struja okupljena u Nacionalnom pokretu Sajudis dobila je većinu u litavskom parlamentu, a predsjednikom države je postao Vytautas Landsbergis.

## Suvremena Litva
Dana 11. ožujka 1990. god. litavski parlament proglasio je neovisnost Litve, kao prva sovjetska republika koja je to učinila. Crvena armija je na odcjepljenje odgovorila u noći 13. siječnja 1991. god. napadom na TV toranj u Vilniusu, koja je za posljedicu imala smrt 13 Litavaca, i vojnom blokadom. No, Moskva je ipak bila prinuđena priznati njezinu neovisnost i vojska je dobila upute o povlačenju iz Litve do 31. kolovoza 1993. god., ranije nego iz istočne Njemačke.
Dana 4. veljače 1991. god., Island je bio prva zemlja koja je priznala Litvu, dok je Švedska prva otvorila svoje veleposlanstvo. SAD je podržao litavsku neovisnost i odbijao ruske pretenzije pod izgovorom da je Litva svojevoljno postala sovjetskom republikom.
Litva je postala članicom Ujedinjenih Nacija 17. rujna 1991., a 31. svibnja 2001. god. i 141. članica Svjetske trgovačke organizacije. Litva je također bila i prva bivša članica SSSR-a koja je zatražila prijem u NATO, što je i ostvareno 29. ožujka 2004. god.
Dana 1. svibnja 2004. god. postala je i članicom Europske unije.